# Бюссак-Форе
Бюсса́к-Форе́ (фр. Bussac-Forêt) — коммуна во Франции, находится в регионе Пуату — Шаранта. Департамент коммуны — Шаранта Приморская. Входит в состав кантона Монльё-ла-Гард. Округ коммуны — Жонзак.
Код INSEE коммуны — 17074.

## Население
Население коммуны на 2010 год составляло 989 человек.
| 1962 | 1968 | 1975 | 1982 | 1990 | 1999 | 2010 |
| ---- | ---- | ---- | ---- | ---- | ---- | ---- |
| 913  | 609  | 702  | 753  | 860  | 878  | 989  |